# Orosz irodalom
Az orosz irodalom az oroszokhoz illetve Oroszországhoz kötődő minden irodalom összessége, a világirodalom egyik legismertebb és egyik legolvasottabb, valamint az általános vélekedés alapján az egyetemes irodalomtörténet egyik legmagasabb minőségű irodalmi kultúrája. 
Az írástudás mestersége az oroszokhoz a délszlávoktól, különösen a Bulgáriában akkor élt szlávoktól ment át a kereszténység felvétele idejében (988), mégpedig az egyházi könyvek, különösen a Biblia révén. E könyvek bolgárul voltak írva (azokkal a betűkkel, melyeket két szerzetes, Cirill és Metód már előbb, 855 táján állítottak össze a szláv nyelvhez alkalmazva), de ez nem azt jelenti, hogy azok bolgár nyelven lettek volna írva, csak azt, hogy azoknak a szlávoknak a nyelvén, akik akkor Bulgária területén laktak. Ez a nyelv az ún. egyházi, mely az ortodoxoknál mai napig is dívik a templomi szolgálatban, s melyet az oroszok mai napig is értenek, még a műveletlenek is.

## 11–15. század
Ilyen nyelven írt legrégibb nyelvemlék az Osztromir-féle evangélium, melynek 1056-57-ből származó kézirata annak idején a Novgorodi Köztársaság feje számára készült. A 11. század közepe és a 12. század eleje táján élt Nyesztor, az orosz történetírás atyamestere, kijevi szerzetes, aki Oroszországnak első krónikáját írta meg, sok becses történeti adattal.
Az egyik legrégibb irodalmi nyelvemlék az Ének Igor hadáról, v. Igor-ének – (Слово о полку Игореве, 1185 körül) – Igornak a polovecek elleni hadjáratáról szóló éneke, amelyről azt sejtik, hogy Igor valamelyik kortársa írta. A népköltészet nyomait tartalmazza sok költőiséggel.
Ebben az idő tájban igázták le az oroszokat a tatárok több mint háromszáz évre, az elnyomás megszűnte után is csak nagy nehezen bírt az ország visszazökkenni a kultúra régi kerékvágásába.

## 17. század
A 17. században a világi témák térhódítása jellemző az orosz irodalomban. Az írók figyelme az egyén, az emberi jellem felé fordul. Népszerű műfajok a kalandos művek és a szatirikus elbeszélések.

## 18. század
Oroszországban az irodalomban is új korszak kezdődik Nagy Péter cár uralkodásával. Ez főképp annak köszönhető, mivel a cár reformjainak véghezviteléhez támaszkodott azokra az írókra is, akik szatirikus hangú írásaikkal korholták az elmaradott viszonyokat. Emellett iskolákat, akadémiákat alapított. Sok fiatalnak lehetősége nyílt arra, hogy külföldi egyetemeken képezze magát, s ők hazatérve az irodalomban és tanári katedrákon terjesztették a nyugat-európai szellemet.
A klasszicizmus képviselői:
- Antyioh Dmitrijevics Kantyemir herceg (1708-1818)
- Vaszilij Kirillovics Tregyiakovszkij (1703-1769)
- Mihail Vasziljevics Lomonoszov (1711-1765)
- Alekszandr Petrovics Szumarokov (1717-1777)

A felvilágosodás kora:
- előtérbe kerül a szatíra: Nyikolaj Ivanovics Novikov (1744-1818), Ivan Andrejevics Krilov (1769-1844)
- vígjátékírók: Gyenyisz Ivanovics Fonvizin (1744-1792)
- költészet: Gavriil Romanovics Gyerzsavin (1743-1816)

A szentimentalizmus:
Az 1770-es években terjed el Oroszországban is a szentimentalizmus. Mihail Nyikityics Muravjov (1757-1807) az első jellegzetes képviselője. Az orosz irodalmi nyelv megújítója Nyikolaj Mihajlovics Karamzin (1749-1802). A kor neves írója még Alekszandr Nyikolajevics Ragyiscsev (1749-1802).

## 19. század – az orosz irodalom fénykora
A 19. században az orosz irodalom virágkora köszöntött be, ekkor emelkedik világirodalmi szintre.

### Az orosz romantika irodalma
- Az orosz romantika konzervatív irányzatának képviselője: Vaszilij Andrejevics Zsukovszkij (1783-1852).
- a dekabrista irányzat alkotói: 
  - Alekszandr Szergejevics Puskin (1799-1837): az orosz irodalom fejlődésének meghatározó alakja, ki mindhárom műnemben maradandó alkotásokat hozott létre. A modern orosz irodalmi nyelv megteremtője, Anyegin című műve az irodalom klasszikusa.
  - további képviselői: K.F. Rilejev (1795-1826), Alekszandr Szergejevics Gribojedov (1795-1829).
- Mihail Jurjevics Lermontov (1814-1841): művei már a romantika és realizmus határán mozognak, a Korunk hősében kiemelkedő jelentőségű karaktert teremt. Jelentős költészete is.

### Az orosz realizmus irodalma
A regény és novella világszintre emelkedik:
- Nyikolaj Vasziljevics Gogol (1809–1852): új kritikai realizmus.
- Ivan Alekszandrovics Goncsarov (1812–1891): Oblomov című műve kiemelkedő jelentőségű.
- Ivan Szergejevics Turgenyev (1818–1883): az 1850–70-es években lép színre, elbeszéléseiben először jelenik meg a felesleges ember ábrázolása.
- Fjodor Mihajlovics Dosztojevszkij (1821–1881): az ún. filozófiai-ideológiai regény vagy eszme-regény műfajának megalkotója, a lélektani regény mestere.
- Lev Nyikolajevics Tolsztoj (1828–1910): Az orosz irodalom és a világirodalom egyik legnagyobbja, „legragyogóbb lángelméje”, a realista orosz próza mestere. Minden idők egyik legnagyobb regényírójának tekintik a Háború és béke, valamint az Anna Karenina című művei miatt, melyeknek középpontjában az orosz élet realista ábrázolása áll.

A dráma megújhodásának képviselői:
- Alekszandr Nyikolajevics Osztrovszkij (1823–1885) még az orosz népi-nemzeti dráma hagyományait folytatta, ám darabjaival már az egyes társadalmi osztályok életformáját jelenítette meg. Az "orosz dráma atyja" rendkívül termékeny alkotóként több, mint ötven darabot írt. Legismertebb műve A vihar (1859).
- Anton Pavlovics Csehov (1860-1904): drámáinak hősei a szebb élet után áhítozó kisemberek.

## Modern orosz irodalom

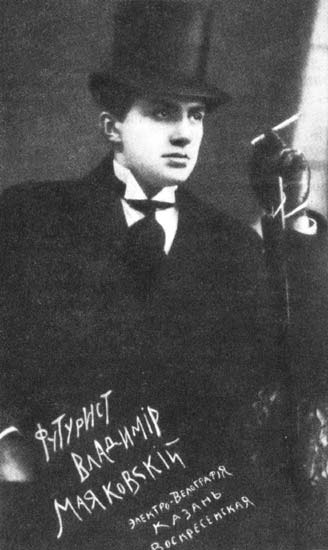
Majakovszkij, a futurizmus egyik atyja

### A 19-20. századforduló költői
- Anna Andrejevna Ahmatova (1889–1966): költőnő, verseskötetei: Este 1912, Fehér csapat 1917, Útilapu 1921, Anno domini 1922, Fűzfa 1940, Hat könyvből 1940, Válogatott versei 1961, Idő futása 1965.
- Szergej Alekszandrovics Jeszenyin (1895-1925) korának egyik legjelentősebb orosz költője, az avantgárd és a népköltészet jegyeit egyesítette.

### A szimbolisták
- Borisz Nyikolajevics Bugajev (1880-1934): költő, író, Andrej Belij álnéven alkotott, a szimbolista regény jeles képviselője.
- Alekszandr Alekszandrovics Blok (1880-1921): az orosz szimbolizmus legjelentősebb képviselője, megújítja az orosz költészetet, hatása jelentős.
- Valerij Jakovlevics Brjuszov (1873-1924): költő, író, esztéta, az Októberi Forradalom előtt a modern irodalmi törekvések egyik legfőbb szószólója, a költészeti kritikai élet kiemelkedő vezéralakja.
- Dmitrij Szergejevics Merezskovszkij (1866-1941)
- Konsztantyin Dmitrijevics Balmont (1867-1942)
- Fjodor Kuzmics Tyetyernyikov (1863-1927), aki Szologub írói álnéven alkotott
- Vjacseszlav Ivanovics Ivanov (1866-1949)
- Innokentyij Fjodorovics Annyenszkij (1885-1909)

### Akmeisták
- Oszip Emiljevics Mandelstam (1891-1938): alapítója a Ceh poetov akmeista csoportnak, a szimbolizmus és a futurizmus ellen harcolt.
- Anna Andrejevna Gorenko (1889-1966), Anna Ahmatova írói néven
- Mihail Alekszejevics Kuzmin (1875-1936)
- Vlagyiszlav Felicianovics Hodaszevics (1886-1939)
- Makszimilian Alekszandrovics Volosin (1878-1932)

### Futuristák
- Az orosz kubo-futurista csoport tagjai, az orosz avantgárd nagy alakjai 1913-ban adták ki a Pofonütjük a közízlést című gyűjteményüket, melynek előszava a kubo-futuristák manifesztuma, a mozgalom céljainak megfogalmazása. Burljuk tört utat a csoport többi tagjának, ő tette őket „költővé”, szellemi mesterüket a tanítványok mind hamar felülmúlták.
- Vlagyimir Vlagyimirovics Majakovszkij (1893–1930): az orosz futurizmus egyik megalapítója.
- Velemir Vlagyimirovics Hlebnyikov (1885–1922)

### Írók
- Makszim Gorkij (Alekszej Makszimovics Peskov) (1868–1936): drámáival vált híressé, a szocialista realista irodalom jelentős alakja. Legismertebb műve az Éjjeli menedékhely.
- Jevgenyij Ivanovics Zamjatyin (1884–1937): Mi (1924) című utópisztikus regénye a totalitárius államról szól.
- Alekszej Nyikolajevics Tolsztoj (1883–1945): a sci-fi előfutára, fantasztikus regényei az Aelita és a Garin mérnök hiperboloidja. További népszerű művei: Aranykulcsocska (meseregény), Első Péter (regény), Golgota.
- Iszaak Emmanuilovics Babel (1894–1941): a rövid elbeszélések, novellák mestere. Két feltűnést keltő kötete a Lovashadsereg (1926) és az Odesszai történetek (1931)
- Mihail Afanaszjevics Bulgakov (1891–1940): regény- és drámaíró. Leghíresebb műve A Mester és Margarita.
- Borisz Leonyidovics Paszternak (1890–1960): költőként indult, majd dr. Zsivago történetével világirodalmi rangra emelkedett. Nobel-díjas (bár nem fogadhatta el).
- Mihail Alekszandrovics Solohov (1905–1984): Nobel-díjas (1965) regényíró. Jelentősebb műveiből kettő: Csendes Don, Emberi sors.
- Konsztantyin Mihajlovics Szimonov (1915–1979) realista regényei: Élők és holtak, Nem születünk katonának, Az utolsó nyár, stb. és Жди меня, (Várj reám) c. verse (fordította Lányi Sarolta) ismerősök a magyar olvasóknak.
- Alekszandr Iszajevics Szolzsenyicin (1918–2008): saját gulagbeli élményeiből merítve írta meg igazán jelentős műveit. Első volt ezek sorában az Ivan Gyeniszovics egy napja. Az 1973-ban írt A Gulag szigetcsoport című regénye miatt a Legfelsőbb Tanács megfosztotta szovjet állampolgárságától és kiutasította az országból. Nobel-díjas.
- Vaszilij Makarovics Suksin (1929–1974). Jelentős szerepet játszott a 20. század közepén az irodalomban és a filmművészetben is.

### Költők
- Szergej Alekszandrovics Jeszenyin (1895-1925)
- Nyikolaj Alekszejevics Kljujev (1884-1937)
- Szergej Antonovics Klicskov (1889-1937)
- Pjotr Vasziljevics Oresin (1887-1938)

## Kapcsolódó szócikk
- A Szovjetunió irodalma